# Дюмонт, Айви
Айви Дюмонт (англ. Ivy Dumont; род. 2 октября 1930, Лонг-Айленд) — генерал-губернатор Багамских Островов. Стала первой женщиной на Багамах, занявшей эту должность 1 января 2002 года (исполняющая обязанности с 13 ноября 2001 года) по 30 ноября 2005 года. Ранее занимала должность министра образования Багамских Островов с 1995 по 2000 год.

## Ранний период жизни
Родилась 2 октября 1930 года в Роузесе на Лонг-Айленде на Багамах. После получения начального образования в поселениях Роузесе и Бакли на Лонг-Айленде она продолжила обучение в государственной средней школе на Нью-Провиденсе. Получив Кембриджский сертификат младшего специалиста в 1946 году и Кембриджский сертификат старшего специалиста в 1947 году, окончила учебу в 1948 году. Продолжила обучение в Педагогическом колледже Багамских Островов, получив в 1951 году сертификат преподавателя. Примерно в это же время вышла замуж за Реджинальда Дюмонта (1920 — 17 декабря 2011), гайанского иммигранта, который работал в Королевской полиции Багамских Островов. Она начала работать в Министерстве образования и культуры в должности студента-преподавателя и получила полный педагогический сертификат в 1954 году.

## Карьера
Начала карьеру в должности классного руководителя. В 1962 и 1963 годах училась в США по программе Фулбрайта, а затем в 1965 году получила аттестат об образовании в Институте Союза учителей. С 1968 по 1970 год училась в Университете Майами, получив степень бакалавра педагогики. Затем была назначена директором школы, а после перешла на работу в администрацию, работая в должности сотрудника по образованию и заместителя директора по образованию, прежде чем завершить карьеру в образовании после 21 года работы в 1975 году.
Затем в 1975 году начала работать заместителем постоянного секретаря Министерства труда и коммунального хозяйства. В 1976 году поступила в Новый Юго-Восточный университет. Получила степень доктора государственного управления в 1978 году и в том же году покинула Министерство труда и коммунального хозяйства, начав работу в Roywest Trust Corporation/Nat West International Trust Holdings Limited в качестве специалиста по обучению. Оставалась в этой компании в течение следующих тринадцати лет, работая помощником менеджера, затем менеджером по персоналу и менеджером по связям с группами, прежде чем выйти на пенсию в 1991 году.
В 1992 году была назначена в Сенат Багамских Островов в качестве представителя «Свободного национального движения». Одновременно премьер-министр Хьюберт Ингрэм назначил её министром здравоохранения и окружающей среды. Работала там до 1995 года, когда её перевели в министерство образования и обучения, которое было переименовано в министерство образования в 1997 году. Ушла из кабинета министров в 2000 году, но сохранила место в Сенате. В 2001 году, когда Орвилл Тёрнквест подал в отставку с должности генерал-губернатора, чтобы продвинуть кандидатуру своего сына Томми Тёрнквеста на должность лидера партии в следующем году, Айви Дюмонт 13 ноября 2001 года была выбрана его временной заменой. Утверждена на должности генерал-губернатора 1 января 2002 года, став первой женщиной в истории Багамских Островов, занявшей этот пост. Покинула должность 30 ноября 2005 года, а на следующий день прошла прощальная церемония в честь её пятидесяти восьми лет на государственной службе.
В 2007 году Университет Вест-Индии присвоил ей степень почётного доктора права. Покинув государственную службу, написала автобиографию «Розы на горе Фицуильям» и продолжала активно выступать в государственных школах, призывая молодежь продолжать образование.